# Миграционная карта

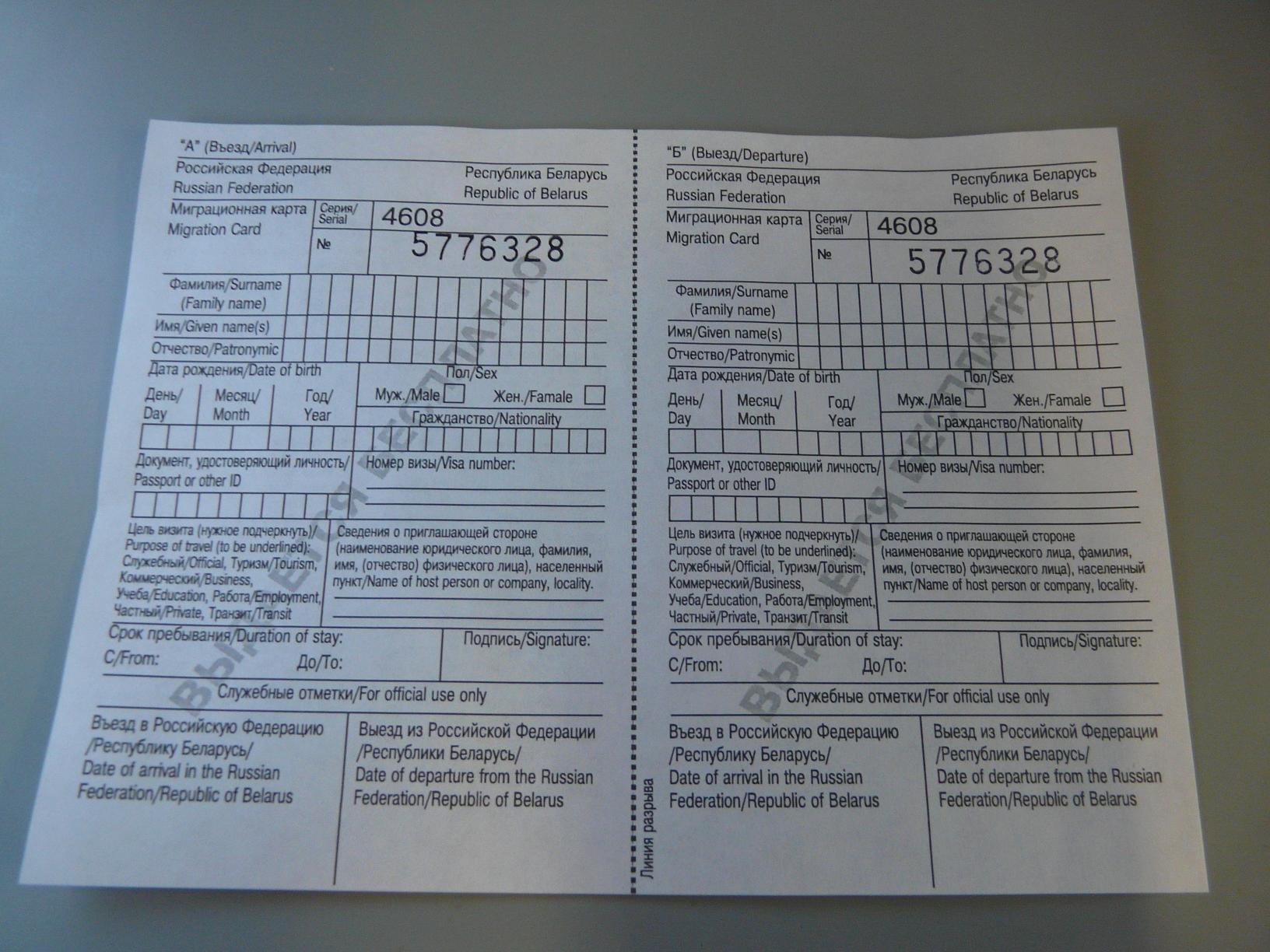
Бланк Миграционной карты (лицевая сторона)

Бланк Миграционной карты (оборотная сторона)

Миграционная карта — документ, содержащий сведения о въезжающих или прибывших в Российскую Федерацию, Республику Казахстан или Республику Беларусь иностранном гражданине или лице без гражданства и о сроке их временного пребывания в Российской Федерации, Республике Казахстан или Республике Беларусь, подтверждающий право иностранного гражданина или лица без гражданства, прибывших в Российскую Федерацию, Республику Казахстан или Республику Беларусь в порядке, не требующем получения визы, на временное пребывание в Российской Федерации. Служит для контроля за временным пребыванием в Российской Федерации иностранного гражданина или лица без гражданства.

## Содержимое
На российской/белорусской миграционной карте вносят следующие сведения:
- Серия и номер миграционной карты;
- фамилия;
- имя;
- отчество;
- дата рождения;
- пол;
- гражданство;
- Номер иностранного паспорта;
- Номер российской/белорусской визы;
- Цель визита;
- Сведения о приглашающей стороне;
- Срок пребывания.

## В России
Данное определение официально действует с 15 января 2007 года, когда вступает в силу Федеральном закон Российской Федерации от 18 июля 2006 г. N 110-ФЗ «О внесении изменений в Федеральный закон „О правовом положении иностранных граждан в Российской Федерации“ и о признании утратившими силу отдельных положений Федерального закона „О внесении изменений и дополнений в некоторые законодательные акты Российской Федерации“».
Миграционную карту необходимо представить при оформлении миграционного учёта (введённого с 15.01.2007 взамен отменённой для иностранцев регистрации по месту пребывания).
Эти миграционные карты используются Россией и Белоруссией совместно, то есть иностранные граждане, приезжающие в Россию или Белоруссию, получают карты одинакового образца, а гражданам Белоруссии миграционная карта в России не требуется. Не выдаётся она и на российско-белорусской границе.
Подобные документы также активно используются для сбора статистической информации во многих других странах.